# Challenger de Sarasota
El Sarasota Open es un torneo profesional de tenis. Pertenece al ATP Challenger Tour. Se juega desde el año 2009 sobre pistas de polvo de ladrillo, en Sarasota, Estados Unidos.

## Palmarés

### Individuales
| Año  | Campeón            | Finalista          | Resultado      |
| ---- | ------------------ | ------------------ | -------------- |
| 2025 | Emilio Nava        | Liam Draxl         | 6-2, 7-62      |
| 2024 | Thanasi Kokkinakis | Zizou Bergs        | 6-3, 1-6, 6-0  |
| 2023 | Daniel Altmaier    | Daniel Elahi Galán | 7-61, 6-1      |
| 2022 | Daniel Elahi Galán | Steve Johnson      | 7-67, 4-6, 6-1 |
| 2021 | No celebrado       | No celebrado       | No celebrado   |
| 2020 | No celebrado       | No celebrado       | No celebrado   |
| 2019 | Tommy Paul         | Tennys Sandgren    | 6-3, 6-4       |
| 2018 | Hugo Dellien       | Facundo Bagnis     | 2-6, 6–4, 6-2  |
| 2017 | Frances Tiafoe     | Tennys Sandgren    | 6–3, 6–4       |
| 2016 | Mischa Zverev      | Gerald Melzer      | 6–4, 7–62      |
| 2015 | Federico Delbonis  | Facundo Bagnis     | 6–4, 6–2       |
| 2014 | Nick Kyrgios       | Filip Krajinović   | 7-61, 6-4      |
| 2013 | Alex Kuznetsov     | Wayne Odesnik      | 6-0, 6-2       |
| 2012 | Sam Querrey        | Paolo Lorenzi      | 6-1, 63-7, 6-3 |
| 2011 | James Blake        | Alex Bogomolov Jr. | 6-2, 6-2       |
| 2010 | Kei Nishikori      | Brian Dabul        | 2-6, 6-3, 6-4  |
| 2009 | James Ward         | Carsten Ball       | 7-64, 4-6, 6-3 |

### Dobles
| Año  | Campeones                          | Finalistas                                 | Resultado            |
| ---- | ---------------------------------- | ------------------------------------------ | -------------------- |
| 2025 | Robert Cash James Tracy            | Federico Agustín Gómez Luis David Martínez | 6–4, 7–6(7–3)        |
| 2024 | Tristan Boyer Oliver Crawford      | Ethan Quinn Tennys Sandgren                | 6–4, 6–2             |
| 2023 | Julian Cash Henry Patten           | Guido Andreozzi Guillermo Durán            | 7–6(7–4), 6–4        |
| 2022 | Robert Galloway Jackson Withrow    | André Göransson Nathaniel Lammons          | 6–3, 7–6(7–3)        |
| 2021 | No celebrado                       | No celebrado                               | No celebrado         |
| 2020 | No celebrado                       | No celebrado                               | No celebrado         |
| 2019 | Martin Cuevas Paolo Lorenzi        | Luke Bambridge Jonny O'Mara                | 7–6(7–5), 7–6(8–6)   |
| 2018 | Evan King Hunter Reese             | Christian Harrison Peter Polansky          | 6–1, 6–2             |
| 2017 | Scott Lipsky Jürgen Melzer         | Stefan Kozlov Peter Polansky               | 6–2, 6–4             |
| 2016 | Facundo Argüello Nicolás Kicker    | Marcelo Arévalo Sergio Galdós              | 4–6, 6–4, 10–6       |
| 2015 | Facundo Argüello Facundo Bagnis    | Chung Hyeon Divij Sharan                   | 3–6, 6–2, 13–11      |
| 2014 | Marin Draganja Henri Kontinen      | Rubén Ramírez Hidalgo Franko Škugor        | 7-5, 5-7, 10-6       |
| 2013 | Ilija Bozoljac Somdev Devvarman    | Steve Johnson Bradley Klahn                | 6–7(7), 7–6(3), 11–9 |
| 2012 | Johan Brunström Izak van der Merwe | Martin Emmrich Andreas Siljeström          | 6–4, 6–1             |
| 2011 | Ashley Fisher Stephen Huss         | Alex Bogomolov Jr. Alex Kuznetsov          | 6–3, 6–4             |
| 2010 | Brian Battistone Ryler DeHeart     | Gero Kretschmer Alex Satschko              | 5–7, 7–6(4), 10–8    |
| 2009 | Víctor Estrella Santago González   | Harsh Mankad Kaes Van't Hof                | 6–2, 6–4             |